# Drain (Oregon)
Pour les articles homonymes, voir Drain.
Drain est une municipalité américaine située dans le comté de Douglas en Oregon.
Lors du recensement de 2010, sa population est de 1 151 habitants. La municipalité s'étend sur 0,61 milles carrés (1,58 km2).
La localité doit son nom à Charles Drain, président du conseil du territoire de l'Oregon, qui a donné une partie de ses terres pour la construction de la gare. Elle devient une municipalité le 9 février 1887.